# Propriété de Tešman Soldatović à Bastav
La propriété de Tešman Soldatović à Bastav (en serbe cyrillique : Окућница Тешмана Солдатовића у Баставу ; en serbe latin : Okućnica Tešmana Soldatovića u Bastavu) se trouve à Bastav, dans la municipalité d'Osečina et dans le district de Kolubara, en Serbie. Elle est inscrite sur la liste des monuments culturels protégés de la république de Serbie (identifiant no SK 441).

## Présentation

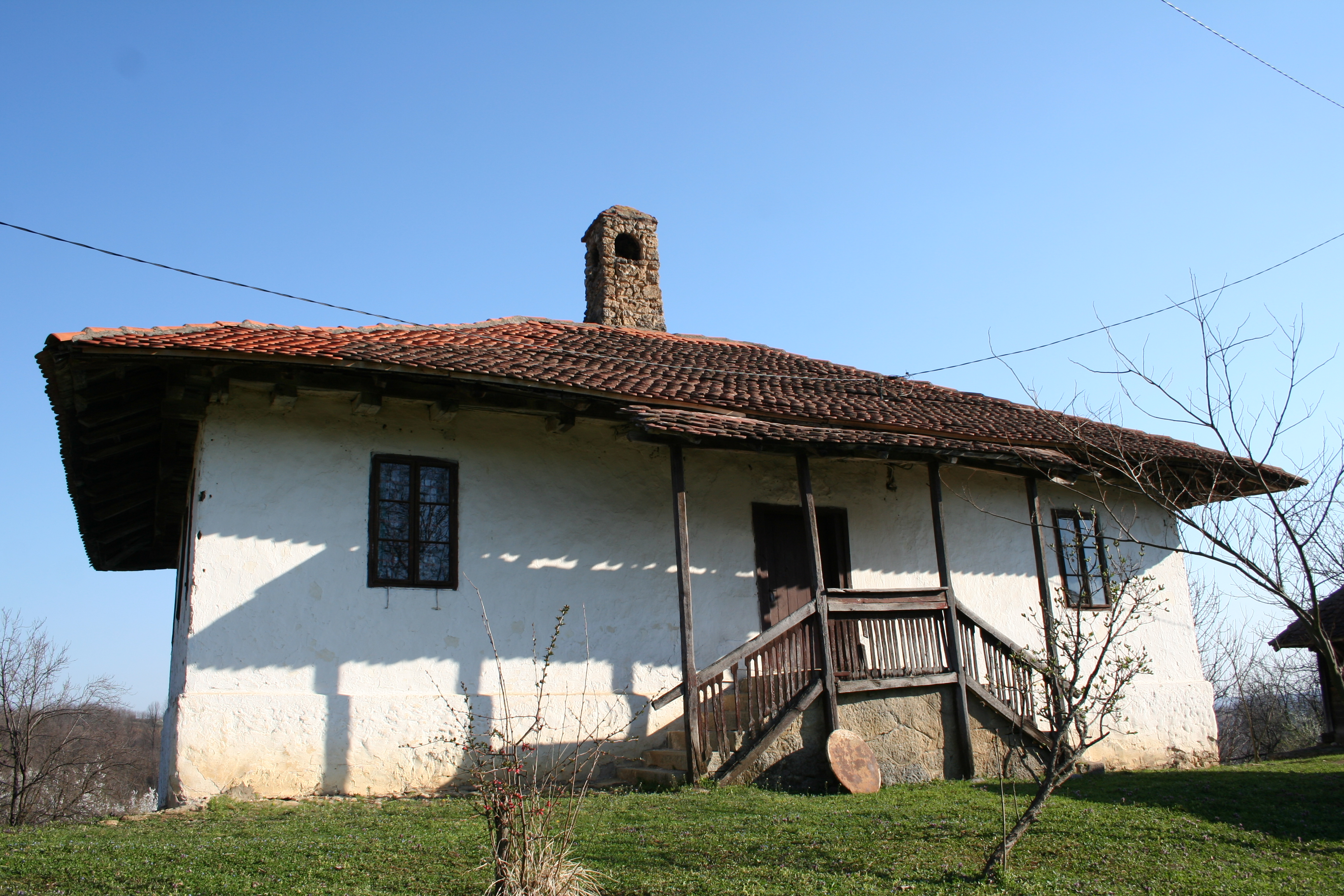
Le konak (résidence) de Tešman Soldatović.

Teodor (Tešman) Soldatović est né en 1799 ou 1800 dans l'actuel village de Bastav. Ce riche marchand a également exercé des fonctions publiques ; en tant que chef du district de Rađevac, il a contribué à soutenir les agriculteurs et a collaboré avec Toma Vučić Perišić et Lazar Teodorović. En 1839, il a été élu député à l'Assemblée nationale de la principauté de Serbie. Il est mort dans son village natal en 1876 et est enterré dans le cimetière familial, non loin de sa maison[réf. nécessaire].
La propriété de Tešman Soldatović a été constituée dans la première moitié du XIXe siècle. Elle est composée d'un konak (résidence), de trois vajats, d'un ambar (grenier), d'un grand entrepôt (magaza), d'une laiterie, d'un séchoir à céréales (koš), d'un four à pain, d'un fumoir, d'un bâtiment réfrigéré (hladnjak) et d'une maison dotée d'un seul étage[réf. nécessaire].
Elle constitue un exemple de construction coopérative à l'époque où cette région se libérait de la présence ottomane et elle témoigne de l'établissement du pouvoir et de l'administration serbes à l'époque du prince Miloš Obrenović[réf. nécessaire].

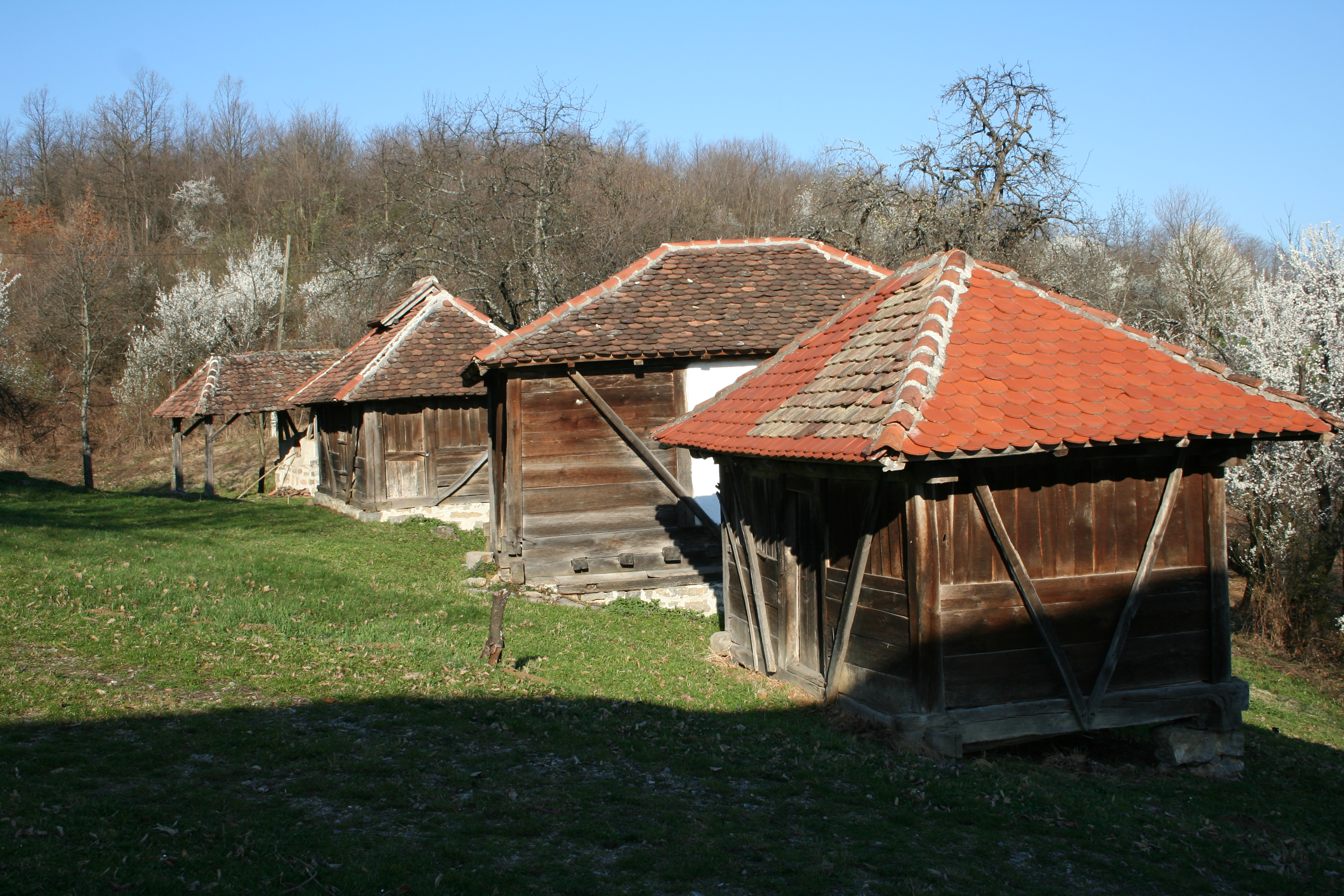
Bâtiments dans la propriété.
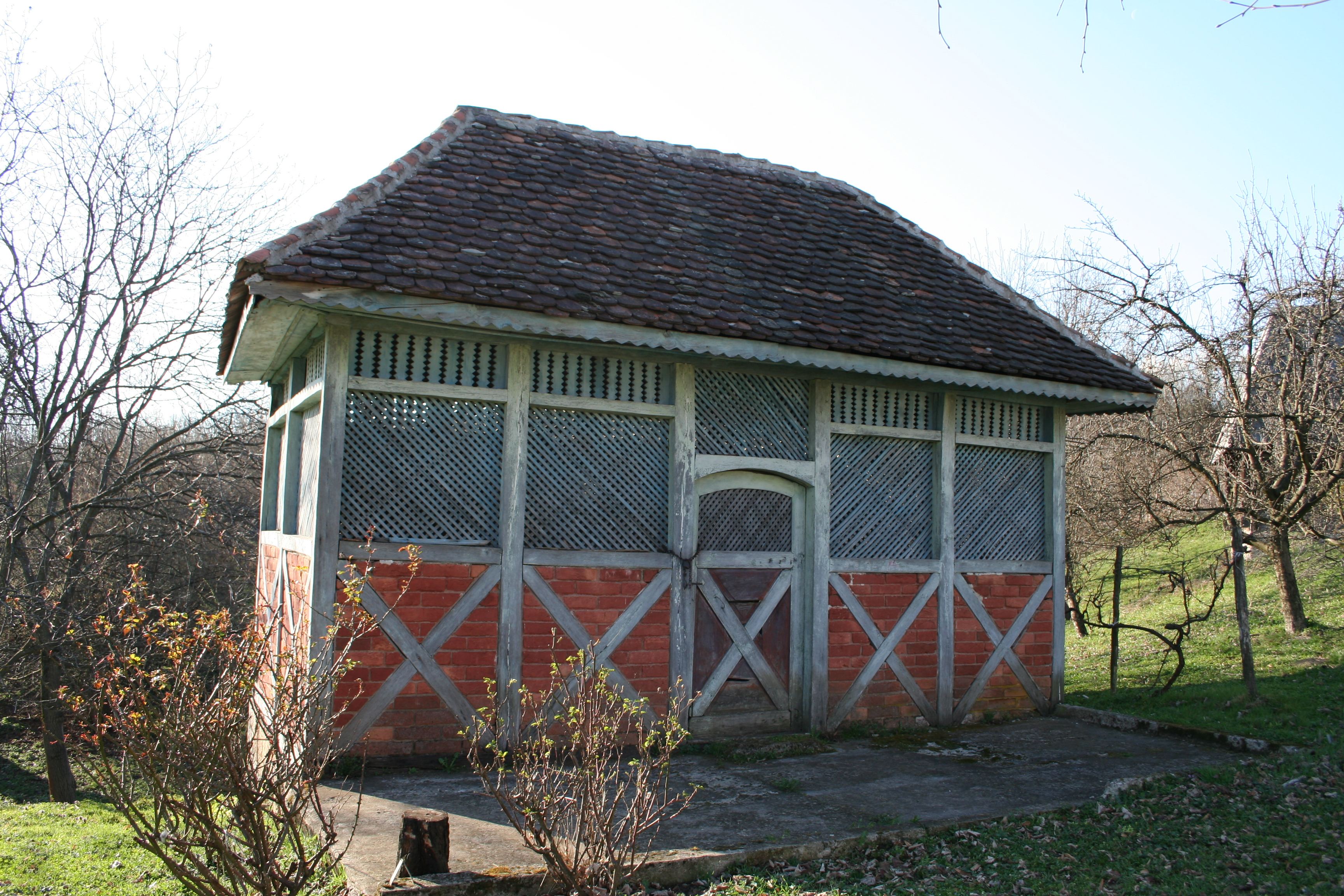
Autre bâtiment.
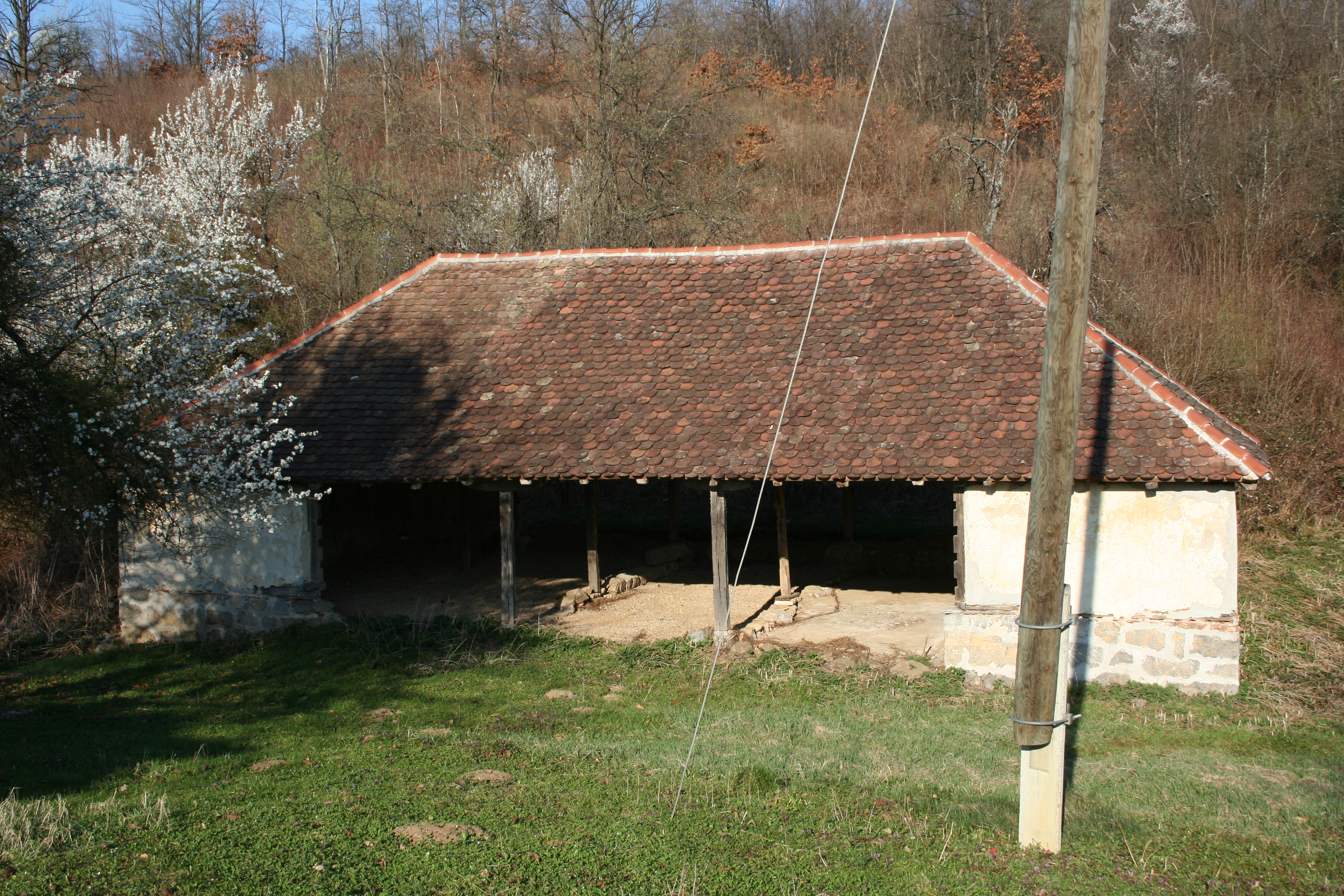
Autre bâtiment.
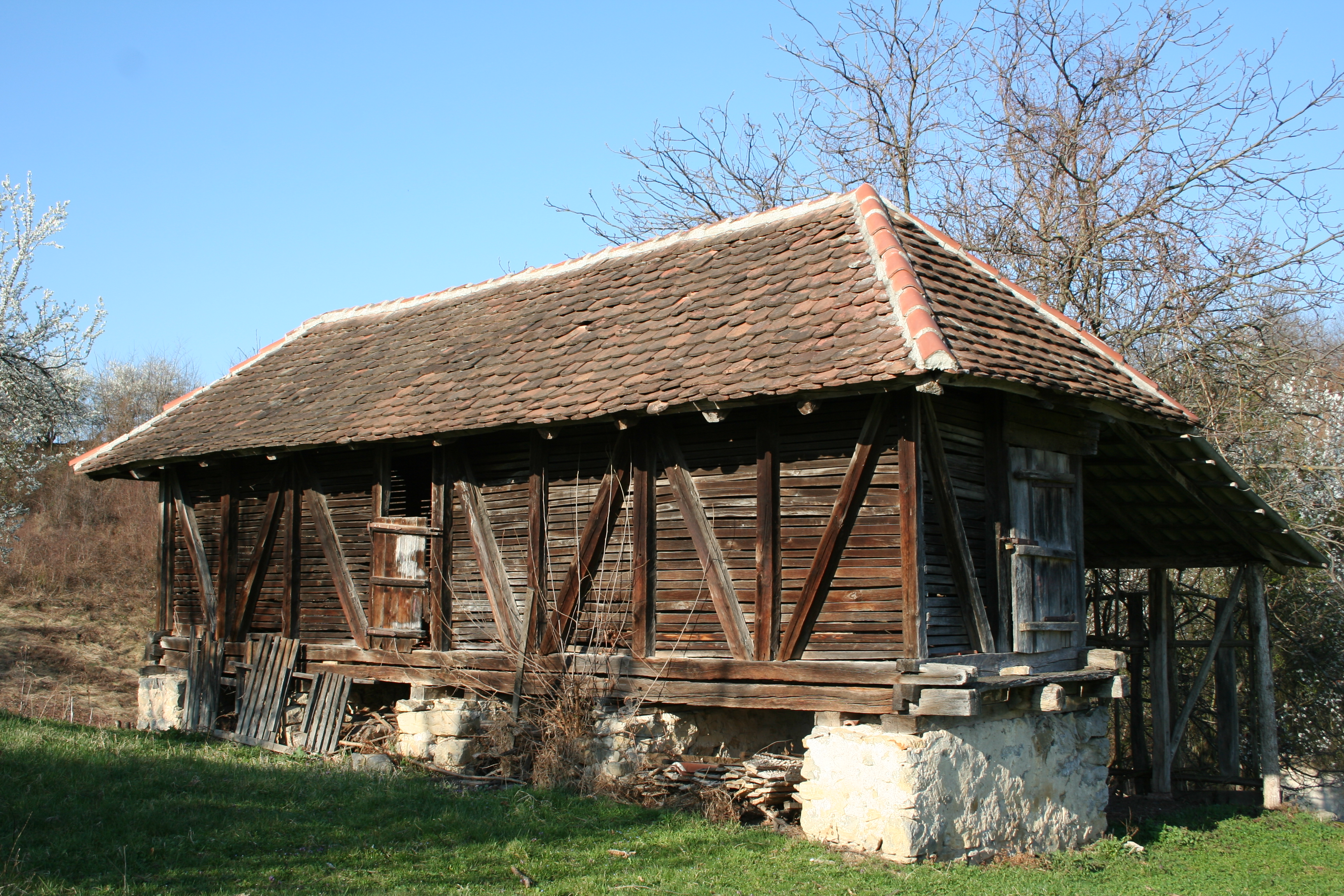
Autre bâtiment.
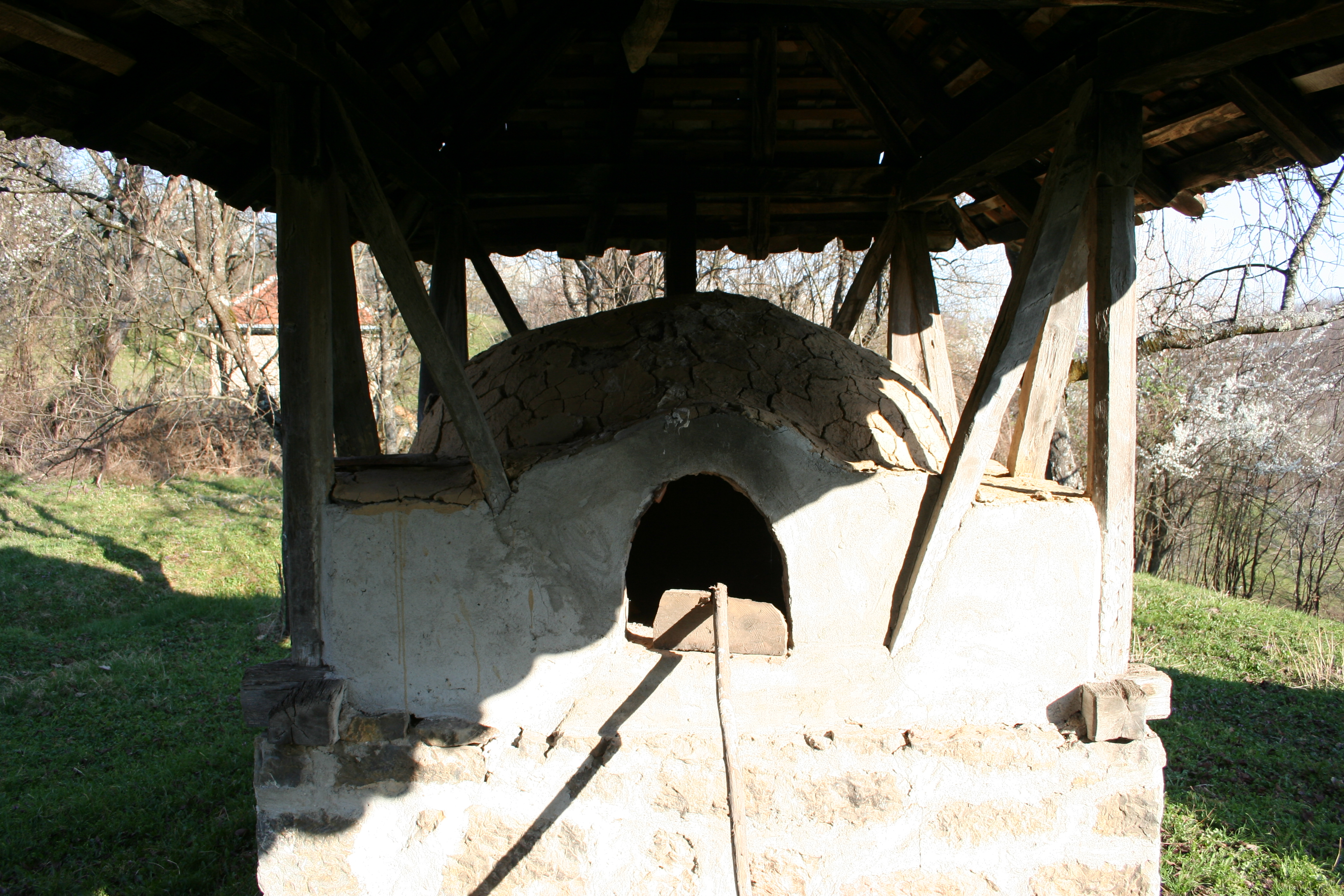
Four à pain.